# Lennings Textiltekniska institut

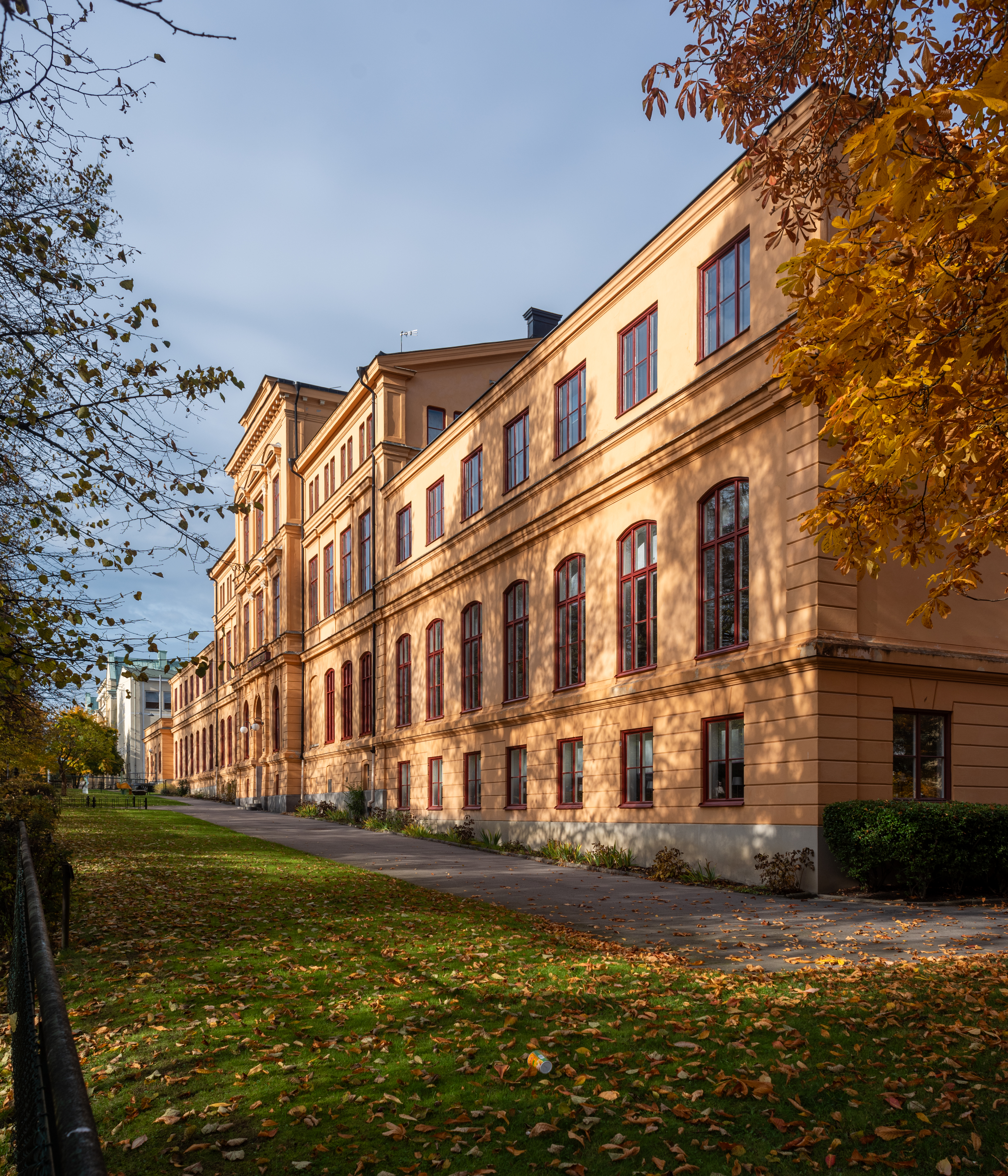
Skolans gamla byggnad på Södra promenaden.

Lennings Textiltekniska institut är en svensk yrkesskola, belägen i Norrköping.
Skolan invigdes 1887 under namnet John Lennings väfskola efter en donation av John Lenning. Den låg på Södra promenaden. År 1937 ändrades namnet till Lennings textiltekniska institut, efter att verksamheten breddats. Huvudman för skolan var fram till 1965 Norrköpings fabriksförening, då den överlämnades till Norrköpings stad. Från 1940-talet till 1980 bedrevs viss forskning i mindre skala, i form av en materialprovningsanstalt. År 1971 blev institutet en del av De Geergymnasiet. Innan dess var det möjligt att utbilda sig till textiltekniker på eftergymnasial nivå.
Bland personer som studerat eller på annat sätt verkat vid Lennings Textiltekniska Institut finns August Lind, som blev dess rektor 1936, och företagsledarna Jan Hagenfeldt och Karl Hansson.